# Coupe de France de futsal AMF
Cet article concerne la compétition organisée selon les règles AMF. Pour celle organisée selon les règles FIFA, voir Coupe de France de futsal.
La Coupe de France de futsal AMF est une compétition française de futsal régulière à élimination directe organisée à partir de 2007 par l'Union Nationale des Clubs de Futsal et depuis 2014 par son successeur l'Association française de futsal, ouverte aux clubs qui leur sont affiliés.
Cette manifestation sportive regroupe chaque année les vainqueurs des Challenge départementaux et régionaux issus de toute la France et permet de déterminer le meilleur club de futsal de France, à l'issue d'une saison de compétitions éliminatoires. 
La Coupe de France offre aux deux finalistes une place pour la Coupe d'Europe des vainqueurs de coupe de futsal.
Le club le plus titré est Vauvert Futsal avec trois trophées.

## Histoire
Au cours de la saison 2010-2011, la phase finale passe de 8 à 4 équipe.

## Déroulement
Cette compétition est organisée à l'origine en 2007 par l'Union Nationale des Clubs de Futsal sous la forme d'une Coupe Nationale en plusieurs phases :
1. Phase départementale ou régionale
2. Phase inter-régionale
3. Phase finale

Elle se déroule sur une partie de la saison sportive, en règle générale entre décembre et juin. La phase régulière (phase départementale et/ou régionale) se déroule en élimination directe et se termine au mois d'avril.  Les barrages inter-régionaux se déroule entre avril et mai sous la forme de matchs par élimination directe. La phase finale est organisée au mois de juin aussi par élimination directe.
Les deux groupements sportifs classés au premier et au second rang sont qualifiés d'office pour participer à la Coupe d'Europe des vainqueurs de coupe de futsal.

## Statistiques de participation
Les groupements sportifs qui souhaitent participer doivent être déclarés officiellement comme "clubs de futsal", être localisés sur le territoire français de la Métropole et être membre de leur Comité départemental ou de leur Ligue régionale de futsal UNCFs.
- Saison 2007/2008 : 70 clubs et 1 300 joueurs ont participé
- Saison 2008/2009 : 90 clubs et 1 600 joueurs ont participé
- Saison 2009/2010 : 110 clubs et 2 000 joueurs ont participé
- Saison 2010/2011 : 130 clubs et 2 600 joueurs ont participé

## Palmarès
| # | Édition   | Vainqueur              | Score | Finaliste                   | Lieu                  |
| - | --------- | ---------------------- | ----- | --------------------------- | --------------------- |
| 1 | 2006/2007 | Flash Express (Gard)   |       | Sportrip (Bouches-du-Rhône) | Remoulins             |
| 2 | 2007-2008 | MJC Champs Futsal (77) |       | Flash Express (30)          | Argelès et St-Nazaire |
| 3 | 2008-2009 | MJC Champs Futsal (77) |       | Futsal Asso Seynoise (83)   | Cannes                |
| 4 | 2009-2010 | Flash Express (30)     |       | MJC Champs Futsal (77)      | Beaucaire             |
| 5 | 2010-2011 | Beaucaire Futsal (30)  |       | Guérinières Futsal (14)     | Rillieux-la-Pape      |
| 6 | 2011-2012 | FC St Gilles (30)      |       | Bastia Futsal (2b)          | Le Cannet             |
|   | 2014-2015 | Vauvert Futsal         | 3 - 2 | USR Château-Renault         | Bouillargues          |
|   | 2015-2016 | Vauvert Futsal         | 2 - 1 | Le Mans                     | Gémozac               |
|   | 2016-2017 | Vauvert Futsal         | 5 - 3 | FC Blois 41                 | Vauvert               |

## Trophée
Le trophée attribué au vainqueur de cette compétition se nomme le Trophée Amador Lopez, en hommage au président fondateur de l'Association française de futsal en 1989 à Cannes, pionnier du développement du futsal français et membre d'honneur à vie de l'UEFS et de la FIFUSA.